# Gerhard König (Schauspieler)
Gerhard König (* 7. Juni 1957 in Linz) ist ein österreichischer Schauspieler, der auch am Wiener Burgtheater spielte.

## Leben und Werk
König maturierte 1975 und absolvierte sein Schauspielstudium in Graz von 1981 bis 1984. Nach zwei Stückverträge am Schauspielhaus Graz wechselte er 1984 an die Wuppertaler Bühnen, wo er vier Jahre lang festes Ensemblemitglied war. 1988 wechselte er als freier Schauspieler nach Berlin, 1995 nach Wien. König spielte in der Regie zahlreicher namhafter Regisseure, wie Andreas Baesler, Augusto Boal, Andrea Breth, Alexander Brill, Helmut Palitsch, Michael Thalheimer, Alexander Waechter und Mark Zurmühle. Er trat in der Theatermanufaktur Berlin und im Literaturhaus Berlin auf, bei den Clingenburg Festspielen, am Stadttheater Mödling, bei den Shakespeare-Festspielen auf der Rosenburg und ging mit dem Euro-Studio Landgraf auf Tournee. Sein Repertoire reicht von Shakespeare, Schiller, Dumas und Oscar Wilde bis in die Gegenwart und umfasst überwiegend Charakterrollen. 
König ist auch in Fernsehen und Hörfunk zu sehen und zu hören. Sein Solo-Programm „Über die Liebe, ihre Symptome und Ursachen, und wie man davon geheilt werden kann“ beruht auf der Anatomie der Melancholie von Robert Burton (1577–1640).

## Fernsehrollen
- 1988 Nachtfeuer
- 1993 Frauenarzt Dr. Markus Merthin
- 1998 Die heiße Spur
- 2001 Kommissar Rex
- 2005 Tom Turbo
- 2006 König Otto

## Hörspiele
- 1991: Simone Schneider: Lullaby (Stimme) – Regie: Martin Daske (Hörspiel – BR)